# Плазмолиз

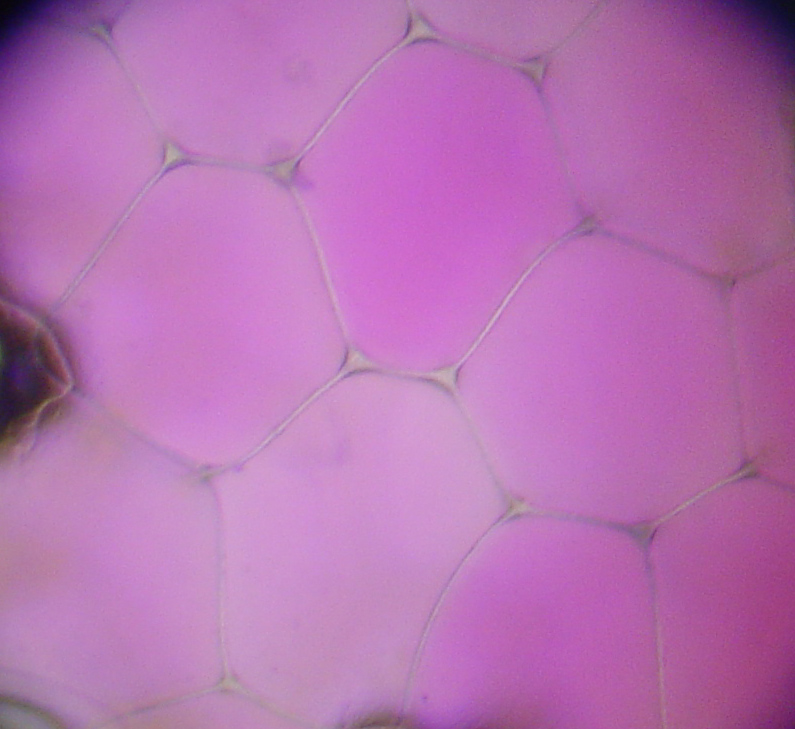
Эпидермальные клетки традесканции — норма.

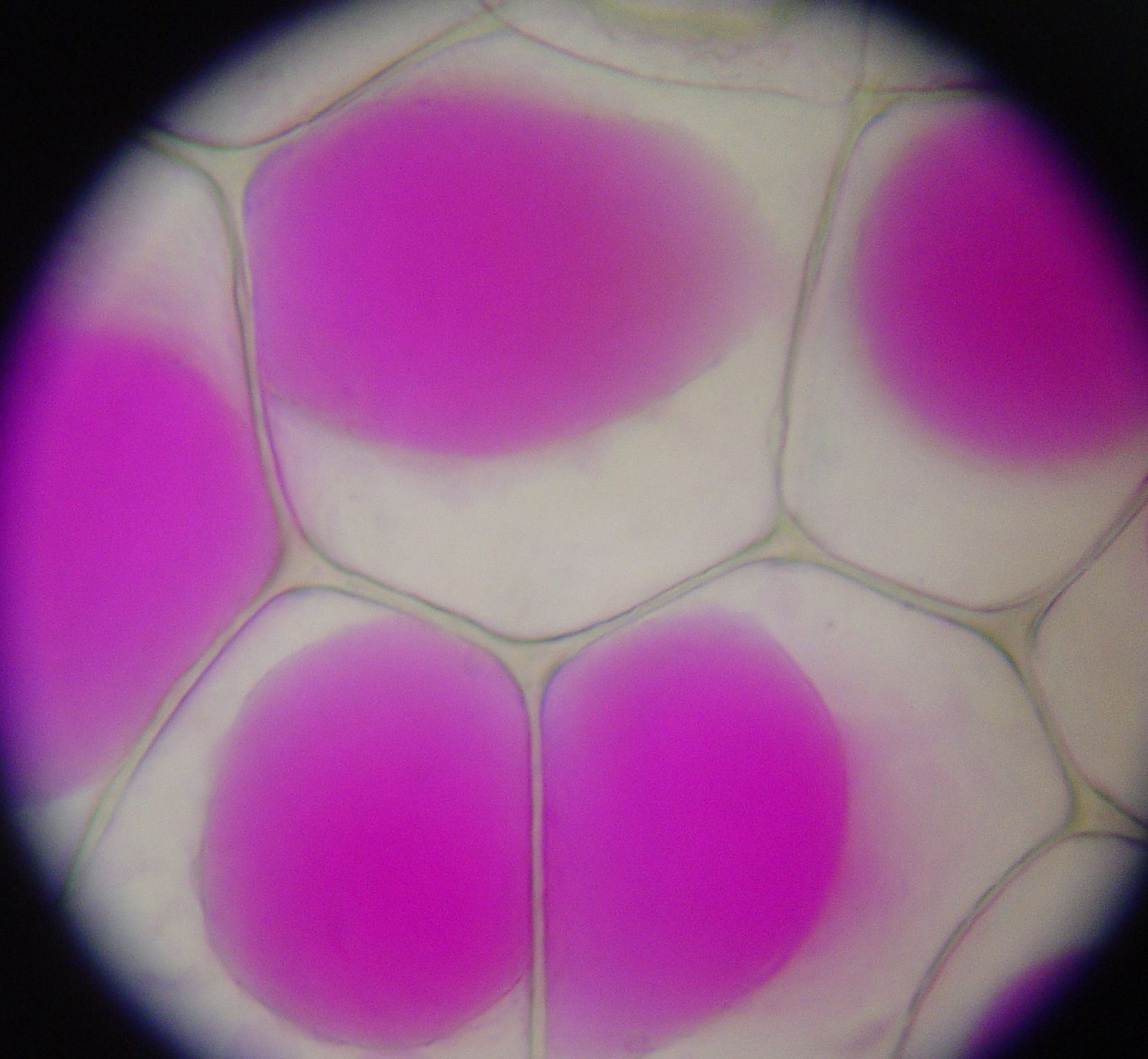
Плазмолиз.

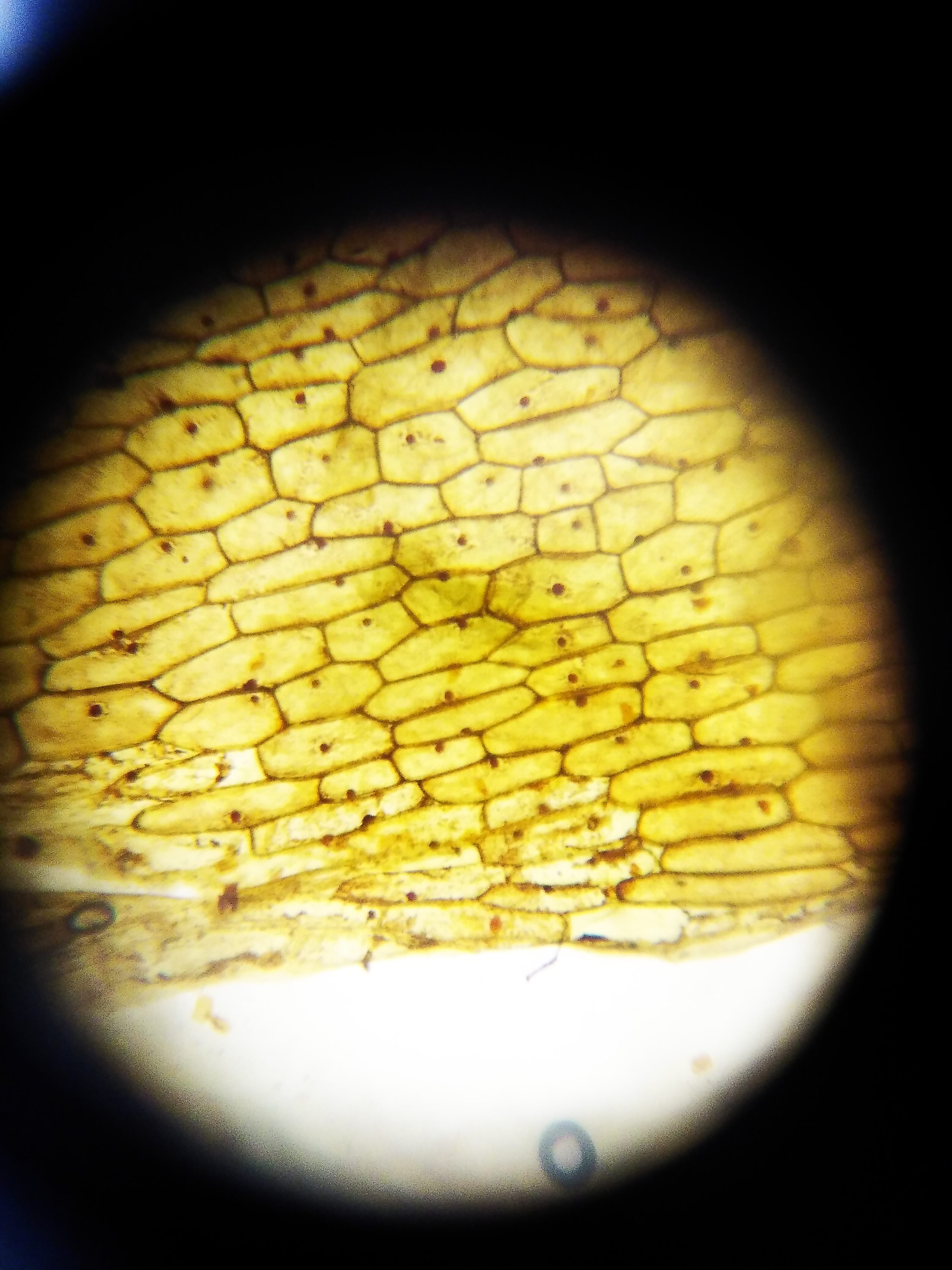
[https://commons.wikimedia.org/wiki/File:%D0%9F%D0%BB%D0%B0%D0%B7%D0%BC%D0%BE%D0%BB%D0%B8%D0%B7_%D0%BA%D0%BB%D0%B5%D1%82%D0%BA%D0%B8_%D0%BA%D0%BE%D0%B6%D0%B8%D1%86%D1%8B_%D0%BB%D1%83%D0%BA%D0%B0.jpg

Плазмолиз (от др.-греч. πλάσμα — вылепленное, оформленное и λύσις — разложение, распад), отделение протопласта от клеточной стенки в гипертоническом растворе.
Плазмолизу предшествует потеря тургора.
Плазмолиз возможен в клетках, имеющих плотную клеточную стенку (у растений, грибов, крупных бактерий). Клетки животных, не имеющие жесткой оболочки, при попадании в гипертоническую среду сжимаются, при этом отслоения клеточного содержимого от оболочки не происходит. Характер плазмолиза зависит от ряда факторов:
- от вязкости цитоплазмы;
- от разности между осмотическим давлением внутриклеточной и внешней среды;
- от химического состава и токсичности внешнего гипертонического раствора;
- от характера и количества плазмодесм;
- от размера, количества и формы вакуолей.

Различают уголковый плазмолиз, при котором отрыв протопласта от стенок клетки происходит на отдельных участках. Вогнутый плазмолиз, когда отслоение захватывает значительные участки плазмалеммы, и выпуклый, полный плазмолиз, при котором связи между соседними клетками разрушаются практически полностью. Вогнутый плазмолиз часто обратим; в гипотоническом растворе клетки вновь набирают потерянную воду, и происходит деплазмолиз. Выпуклый плазмолиз обычно необратим и ведет к гибели клеток.
Выделяют также судорожный плазмолиз, подобный выпуклому, но отличающийся от него тем, что сохраняются цитоплазматические нити, соединяющие сжавшуюся цитоплазму с клеточной стенкой, и колпачковый плазмолиз, характерный для удлиненных клеток.

## Методы оценки
Есть 2 способа сравнительной оценки плазмолиза в тканях:
- Метод пограничного плазмолиза
- Плазмометрический метод

В первом методе, который создал Хуго Де Фриз, ткани погружаются в растворы KNO3, сахарозы или других осмотически активных веществ разной концентрации, и определяется концентрация, при которой плазмолизируется 50 % клеток. Плазмометрический метод заключается в измерении после плазмолиза относительных объёмов клетки и протопласта и вычислении по концентрации раствора осмотического давления клетки.

## История исследований
Наблюдая за плазмолизом, голландский ботаник Хуго Де Фриз в 1877 году впервые измерил осмотическое давление в клетках растений.